# Веджибургер
Овочевий бургер, або вегетаріанський бургер, є варіацією бургера, в якому використовуються рослинні інгредієнти замість м'яса. Концепція овочевого бургера вперше з'явилася у 1980-х роках у зв'язку з підвищенням усвідомлення про здорове харчування та етичне ставлення до тварин.
Овочевий бургер вперше популяризували ресторани та кафе, які пропагували концепцію здорового харчування та вегетаріанства. Одним із перших піонерів був «The Good Earth» у Каліфорнії, США, який почав подавати овочеві бургери у 1982 році. Відтоді овочеві бургери продовжують розвиватися і стають популярним вибором не лише серед вегетаріанців і веганів, але й серед людей, які шукають здорову альтернативу м'ясним бургерам.

## Інгредієнти
Овочеві бургери можуть бути виготовлені з різних видів рослинних інгредієнтів, залежно від уподобань та рецепту. Ось деякі з поширених інгредієнтів, які часто використовуються для приготування овочевих бургерів:
- Бобові: Такі як чорні боби, червоні боби та сочевиця. Ці бобові часто використовуються як основний інгредієнт через їх високий вміст білка і текстуру, схожу на м'ясо.
- Овочі: Такі як морква, шпинат, гриби та цукіні. Ці овочі додають смак і поживні речовини до бургера.
- Зернові: Такі як кіноа, рис і вівсянка. Зернові допомагають зв'язувати інші інгредієнти та надають текстуру.
- То́фу та темпе: Ці продукти з сої часто використовуються через їх високий вміст білка та здатність поглинати смак спецій.
- Спеції та прянощі: Такі як часник, цибуля, паприка, кумин та коріандр. Спеції додають сильний і смачний смак до овочевого бургера.
- Зв'язуючі речовини: Такі як панірувальні сухарі, пшеничне борошно або яйця (для невеганських варіантів). Ці інгредієнти допомагають тримати всі компоненти разом і запобігають розпаду бургера під час приготування.

## Варіації
Овочеві бургери мають багато варіацій залежно від рецепта та уподобань. Деякі з популярних типів овочевих бургерів включають:
- Бургер з чорними бобами: Використовуються чорні боби як основний інгредієнт, часто змішані з кукурудзою, паприкою та спеціями.
- Бургер з грибами портобелло: Використовується цілий гриб портобелло як заміна м'ясного паті. Гриби надають насичений смак і м'яку текстуру.
- Бургер з тофу: Використовується подрібнений тофу, змішаний з овочами та спеціями.
- Бургер з темпе: Використовується нарізаний тонкими шматками темпе, який маринується перед приготуванням.

## Користь для здоров'я
Овочеві бургери часто вважаються більш корисними порівняно з м'ясними бургерами з кількох причин:
- Низький вміст насичених жирів: Більшість рослинних інгредієнтів мають нижчий вміст насичених жирів порівняно з червоним м'ясом.
- Багаті на клітковину: Овочеві бургери, виготовлені з бобових, овочів і зернових, зазвичай містять багато клітковини, що корисно для травлення.
- Містять антиоксиданти: Багато овочів і спецій, що використовуються в овочевих бургерах, багаті на антиоксиданти, які допомагають боротися зі вільними радикалами в організмі.
- Низький вміст калорій: Загалом овочеві бургери мають меншу кількість калорій порівняно з м'ясними бургерами, що робить їх гарним вибором для тих, хто контролює споживання калорій.

Овочеві бургери стають все більш популярними у різних ресторанах і кафе, навіть у мережах швидкого харчування. Завдяки різноманітним рецептам і варіаціям, овочеві бургери пропонують смачну та здорову альтернативу для всіх, хто хоче зменшити споживання м'яса або просто шукає різноманітні варіанти харчування.